# Патриаршие приходы в Канаде
Патриа́ршие прихо́ды в Канаде (англ. The Patriarchal Parishes of Russian Orthodox Church in Canada) — каноническое подразделение Русской Православной Церкви, объединяющее приходы Московского Патриархата на территории Канады. Образовано в 1970 году одновременно с дарованием автокефалии Православной Церкви в Америке из приходов бывшей Эдмонтонской и Канадской епархии Русской Церкви, с этого момента упразднённой. Управляется викарным епископом Патриарха Московского и всея Руси с неамериканским титулом.

## История

### Истоки Православной Церкви вСеверной Америке
История возникновения Патриарших приходов в Канаде восходит к созданию в 1794 году монахами Валаамского монастыря первой православной миссии на территории Северной Америки. Возникшая их трудами епархия с 1872 года имела свой центр в Сан-Франциско. В 1905 году этот центр был перемещён архиепископом Тихоном в новый Нью-Йоркский Николаевский собор. С 1907 года единственная православная епархия Американского континента именовалась Русской Православной Греко-Кафолической Церковью в Северной Америке под юрисдикцией священноначалия от Церкви Российской, охватывала всю территорию США и Канады и насчитывала около сотни приходов и десятки тысяч верующих.

### Первые приходы в Канаде
Летом 1897 года в местечке Limestone Lake (англ.), в 70 милях от Эдмонтона, клириками русской православной миссии на Аляске была совершена первая православная Литургия. В этом месте компактного проживания грекокатолических русин, иммигрировавших из Галиции, многие желали принять Православие и присоединиться к Российской Церкви. Обратившись к епископу Алеутскому и Аляскинскому Николаю (Зиорову), они просили прислать к ним православных священников. Прибывшие в Альберту священник Димитрий Каменев и псаломщик Владимир Александров под открытым небом совершили всенощную на ферме Фёдора Немирского. На следующий день после исповеди и чина присоединения к Православию была отслужена Литургия и благодарственный молебен. Присоединённых к православной вере было около 600 человек. В память об этом событии селение было переименовано в Восток. Дальнейшая волна присоединения русин к Аляскинской епархии была связана с начавшимся в 1891 году массовым заселением западных провинций Канады выходцами из Галиции и Буковины.
В 1900 году святитель Тихон отправил в Альберту на постоянное служение священника и псаломщика. А на следующий год сам предпринял путешествие в Канаду — это была первая поездка православного архиерея в эту страну. Во время поездки епископ Тихон совершил освящение новых храмов (Троицкого — в селении Восток, Никольского —  в селении Буковина, Покровской часовни — в Бивер-Крик). В это время также было учреждено канадское благочиние и основано братство во имя святителя Тихона Задонского.
К 1907 году число православных верующих в Канаде достигло 7000 человек.
Православная жизнь в Канаде оживилась с прибытием в 1908 года нового благочинного и администратора канадской миссии игумена Арсения (Чаговцова), много сделавшего для развития православной жизни на этой территории.
Тяжелые природные условия, территориальная разбросанность православных приходов и слабое финансирование канадской миссии не способствовали процветанию миссионерской деятельности на канадской территории. Положение канадского духовенства оставалось бедственным на протяжении всего периода деятельности Миссии до 1917 года.

### Разрыв с Церковью в России
После Октябрьской революции 1917 года в России отношения с высшей церковной властью в Москве оказались весьма затруднёнными. С 1924 года многие приходы Русской Православной Греко-Кафолической Церкви в Северной Америке, возглавляемые митрополитом Платоном (Рождественским), пребывали вне общения с Московским Патриархатом и сформировали то, что стало известно под наименованием «Северо-Американский Митрополичий округ» или «Северо-Американская Митрополия». Часть русских приходов перешла под управление Русской Зарубежной Церкви, часть оставалась верной Московскому Патриархату.
19 декабря 1927 года на заседании «Синода епископов американских диоцезий Русской Православной Церкви» была издана грамота о учреждении новой церковной структуры — «независимой автономной и автокефальной» Американской Церкви во главе с митрополитом Платоном (Рождественским).
Учитывая неоднократные срывы переговоров и нежелание вести диалог со стороны неканонической структуры, священноначалие Московского Патриархата несколько раз накладывало на митрополита Платона и на его преемников канонические прещения, что, однако, не помогало возвращению ушедшей в раскол епархии.

### Примирение
В конце 1960-х годов при активном посредничестве митрополита Никодима (Ротова), протоиерея Александра Шмемана и ряда других известных церковных деятелей был достигнут компромисс с Северо-Американской митрополией. 9 апреля 1970 года Священный Синод Русской Церкви восстановил общение с митрополией, сняв прещения с её иерархов, а 10 апреля Патриаршим Томосом даровал Русской Православной Греко-Кафолической Церкви в Северной Америке, которая отныне стала называться Православной Церковью в Америке (ПЦА), автокефалию.

### Патриаршие приходы в Канаде и в США
Томос об автокефалии Православной Церкви в Америке устанавливал её юрисдикцию в пределах североамериканского континента, включая Гавайские острова, за исключением территории Мексики (п. 7 Томоса). В юрисдикцию ПЦА не вошли также все приходы и клир канонических подразделений РПЦ в Канаде и США, которые пожелали остаться в ведении Патриарха Московского (пп. 3-6 Томоса):
- приходы РПЦ, составлявшие Эдмонтонскую и Канадскую епархию РПЦ, с этого момента преобразовывались в Патриаршие приходы в Канаде;
- 43 прихода, входившие в состав экзархата РПЦ в США, а также Свято-Николаевский собор в Нью-Йорке, статус которого оговаривался отдельными пунктами Томоса и соглашения о автокефалии (пп. 3-4 Томоса[1] и статья V Соглашения[6]), преобразовывались в Патриаршие приходы в США.

Согласно томосу об автокефалии ПЦА, те из Патриарших приходов в Канаде или США, которые пожелают перейти в состав ПЦА, могут сделать это по двустороннему согласию (п. 9).
27 декабря 2000 года решением Священного Синода Русской православной церкви «в соответствии с договорённостью между Русской Православной Церковью и Православной Церковью в Америке» было образовано подворье Русской Православной Церкви в городе Торонто.
Десятый пункт томоса стал основанием для принятия в 2007 году в юрисдикцию Московского Патриархата по подписании Акта о каноническом общении множества приходов Русской Зарубежной Церкви, продолжающих находиться на канонической территории ПЦА со статусом Самоуправляемой Церкви. Однако первое после подписания Акта о каноническом общении сослужение в кафедральном соборе Патриарших приходов в Канаде клириков двух ветвей Единой Русской Православной Церкви состоялось только 21 сентября 2011 года.

## Административное деление
В составе Патриарших приходов в Канаде насчитывается 25 приходов и общин: кафедральный собор святой великомученицы Варвары в Эдмонтоне, Покровский приход в Оттаве, приход святителя Тихона в Торонто, а также 22 общины, из экономических соображений объединённых в два приходских округа: «Orthodox V» (основан в 1980-х годах) и «Orthodox IX» (основан в 1995 году). Римская цифра в названиях приходских округов означает количество общин, изначально выступивших с инициативой такого объединения.

## Управляющие Патриаршими приходами в Канаде
- епископ Марк (Шавыкин) (10 апреля — 26 мая 1970), в/у
- епископ Уманский Макарий (Свистун) (7 июня 1970 — 26 декабря 1974)
- епископ Зарайский Иов (Тывонюк) (3 января 1975 — 19 июля 1976)
- епископ Серпуховский Ириней (Середний) (19 июля 1976 — 16 июля 1982)
- епископ Серпуховский Климент (Капалин) (8 августа 1982 — 23 марта 1987)
- архиепископ Орехово-Зуевский Николай (Шкрумко) (23 марта 1987 — 31 января 1991)
- архиепископ Клинский Макарий (Свистун) (31 января 1991 — 18 февраля 1992), в/у
- епископ Зарайский Павел (Пономарёв) (21 марта 1992 — 1 ноября 1993), в/у
- архиепископ Каширский Марк (Петровцы) (1 ноября 1993 — 20 апреля 2005)
- епископ Каширский Иов (Смакоуз) (20 апреля 2005 — 14 июля 2018)
- епископ Сурожский Матфей (Андреев) (с 14 июля 2018), в/у.